# Bandeira (Minas Gerais)
Bandeira é um município brasileiro do estado de Minas Gerais. Localiza-se a uma latitude 15º53'05" sul e a uma longitude 40º33'34" oeste, estando a uma altitude de 292 metros. Sua população estimada em 2021 era de 4 738 habitantes. Possui uma área de 484,680 km².